# تيموثي رومر
تيموثي جون رومر (بالإنجليزية: Timothy John Roemer)‏ من مواليد 30 أكتوبر 1956 بولاية انديانا هو سياسي خدم في مجلس نواب الولايات المتحدة بين عامي 1991-2003 عن الحزب الديمقراطي من مقاطعة إنديانا. شغل بعد ذلك رئيس مركز السياسة الوطنية (CNP)، وهي تابعة واشنطن، و خلية الامن القومي. شغل منصب سفير الولايات المتحدة في الهند في الفترة من 2009 إلى 2011. رومر يعمل حاليا في المجلس الاستشاري في واشنطن العاصمة . 	تيم رومر .

## نشاته وتعليمه
ولد تيم رومر في عام 1956 في جنوب بيند في انديانا. جده، وليام أف رومر، كان أستاذ الفلسفة في جامعة نوتردام. وكانت جدته تعمل في مدرسة ابتدائية. عمل الآباء رومر، جيمس أيضا في نوتردام عميدا للطلاب وماري آن رومرمنسق الأنشطة التطوعية، تخرج رومر من جامعة بنسلفانيا في مدرسة ثانوية في عام 1975، وعملت في وظائف مختلفة من سن 14 للمساعدة في دفع الكلية.
تيم رومر تخرج من جامعة كاليفورنيا في سان دييغو مع درجة بكالوريوس في الفنون أو الآداب في عام 1979. حصل على ماجستير ودكتوراه من جامعة نوتردام في 1985 . وكان عنوان أطروحته: "المحاور التنفيذية الكبرى: التقاعد وسياسة شؤون الموظفين العام."

## الحياة الشخصية
تيم رومر متزوج من سالي جونستون في عام 1989. لديهما أربعة أطفال: باتريك هنتر رومر، ماثيو بينيت رومر، سارة كاثرين رومر، وغريس إليزابيث رومر. رومر هو صهرجون بينيت جونستون الابن، الديمقراطي الذي شغل منصب عضو مجلس الشيوخ الأمريكي عن ولاية لويزيانا 1972-1997.
وهو من طائفة الروم الكاثوليك وعندما يكون في واشنطن فإنه يحضر إلى كنيسة سانت توماس والكنيسة الكاثوليكية بيكيت في ريستون بولاية فيرجينيا.

## خدمته في الكونغرس
خدم تيم رومر في طاقم السيناتور جون براديماس في الكونغرس ممثلا عن ولاية انديانا (1978-1979) و في طاقم السيناتور وعضو مجلس الشيوخ الأمريكي دينيس ديكنسيني ممثلا عن ولاية أريزونا (1985-1989).
فاز في انتخابات مجلس النواب عن الحزب الديمقراطي في عام 1990، حيث خدم في الكونغرس بين عامي 1991-2003 يمثل منطقة إنديانا . و أثناء وجوده في مجلس النواب عمل في لجنة الاستخبارات ولجنة التعليم ولجنة القوى العاملة، ولجان العلوم. وقال انه لن يترشح للانتخابات القادمة في عام 2002.

## بعد مجلس النواب
كان تيم رومر عضوا في لجنة 9/11. وكان المرشح لرئاسة اللجنة الوطنية للحزب الديمقراطي (الحصول على الدعم من الزعماء الديمقراطيين نانسي بيلوسي وهاري ريد) لكنه خسر أمام هوارد دين، الذي كان قد فشل في الحصول على ترشيح الحزب الديمقراطي للرئاسة عام 2004.
أيد رومر باراك أوباما في الانتخابات التمهيدية الرئاسية الديمقراطية عام 2008، وخاض حملة قوية لصالحه، لا سيما ولايته إنديانا، حيث انضم لي هاملتون إلى دعم أوباما.
خدم رومر كباحث متميز في مركز ماركايتس في جامعة جورج ميسون. وكان شريكا في جونستون وشركاه للاستشارات الشؤون العامة والتشريعية، قبل أن يصبح رئيسا لمركز السياسة الوطنية.
خدم رومر في لجنة منع انتشار أسلحة الدمار الشامل والإرهاب، لجنة مكونة من أعضاء الحزبين أنشأها الكونغرس في عام 2007 وذلك امتدادا للإصلاحات التي وضعتها لجنة 9/11 لدراسة كيف يمكن للولايات المتحدة أن إيجاد أفضل معالجة ضد من يهددون امنها القومي.
وبالإضافة إلى ذلك، عملت رومر في معهد واشنطن لقوة المهام الرئاسية سياسة الشرق الأدنى على مكافحة الفكر الراديكالي المتطرف، واللجنة القرن الأمريكية الوطنية.

## في السلك الدبلوماسي
رشحه الرئيس باراك أوباما سفيرا للولايات المتحدة ال21 للجمهورية الهند يوم 27 مايو، 2009. وأكد ترشيحه من قبل مجلس الشيوخ الأمريكي في 10 يوليو 2009، ادي اليمين الدستورية في 23 يوليو 2009 في مقر وزارة الخارجية وقدم اوراق اعتماده إلى الرئيس الهندي براتيبها باتيل في 11 أغسطس 2009.
وخلال فترة عمله سفيرا، تم الإعلان عن العديد من السياسات والمبادرات. حيث صرح الرئيس أوباما خلال زيارته للهند في نوفمبر 2010 أن الولايات المتحدة ستدعم الهند كعضو دائم في مجلس الأمن التابع للأمم المتحدة بعد قيامها إصلاحات داخلية. و ستعمل الولايات المتحدة أيضا إزالة العوائق ذات الصلة بالفضاء وافقت الولايات المتحدة على إنشاء المركز العالمي للكشف عن الأمراض في الهند. وستعمل مع الهند على المركز العالمي للطاقة النووية بالشراكة. والولايات المتحدة والهند وشريك على مستوى العالم لدعم الأمن الغذائي في أفريقيا وإعادة الإعمار في أفغانستان.
ترأس السفير رومر على عدة زيارات رفيعة المستوى بما في ذلك الزيارات التي يقوم بها وزير الخزانة تيموثي غيثنر، وزير التجارة غاري لوك، ووزيرة الأمن الداخلي جانيت نابوليتانو. وعقد أول اجتماع الحوار الاستراتيجي السنوي بين الولايات المتحدة والهند في يونيو 2010 في واشنطن العاصمة . مع اجتماع ثاني مقرر لشهر يوليو عام 2011 في نيودلهي.
خلال فترة ولايته لمدة عامين، انتقل الهند إلى المرتبة ال12 في الشريك التجاري الرائد للولايات المتحدة. و في عام 2010 بلغت صادرات سلع الولايات المتحدة إلى الهند نسبة 17% في المئة في اتجاهين وزادت التجارة في السلع 30% في المئة. و خلال زيارة الرئيس أوباما إلى الهند أعلنت الولايات المتحدة عن 20 صفقة بقيمة 10 مليارات $ في صادرات الولايات المتحدة من شأنها أن تؤدي إلى خلق أكثر من 50,000 وظيفة في أمريكا. خلال فترة ولايته، دفعت الولايات المتحدة أيضا لجعلها في مجموعة العشرين  وإصلاح صندوق النقد الدولي لمنح الهند تمثيل أكبر. .
جال السفير رومر في جميع أنحاء الهند خلال عامين، وزار أكثر 17 ولاية فيها. وكان أول سفير منذ أكثر من 10 سنوات يزور ولاية جامو و كشمير، بما في ذلك زيارته يوم 20 سبتمبر 2010 إلى مدينة لياه لإمدادات 400 أسرة ريفية متضررة من السيول باغاثة مادية.
في مايو 2011، تلقى رومر جائزة الخريج المتميز من جامعة نوتردام و قدم خطاب رسمي في كلية الدراسات العليا.
في 26 نيسان 2011، أعلن استقالته من منصب سفير وعاد إلى الولايات المتحدة وذكر بيان صحفى صادر عن السفارة الأمريكية في الهند أن السفير رومر سيترك مهمته بحلول يونيو حزيران لأسباب عائلية. . السياسي الهندي شاشي ثارور كتب في مقال صحفي أن رومر استقال من وظيفته بعد قرار من الهند برفض مناقصتين لصناعة طائرات أمريكية بقيمة 10 مليار $.